# Jesper Sørensen
Jesper Sørensen (Aarhus, 10 juni 1973) is een Deens voetbaltrainer en voormalig voetballer. Tijdens zijn spelerscarrière kwam Sørensen onder andere uit voor FC Kopenhagen en Aarhus GF. Nadien ging hij aan de slag als trainer, eerst als assistent en later als eindverantwoordelijke. Anno 2025 is hij hoofdtrainer van Major League Soccer-club Vancouver Whitecaps, nadat hij bij Brøndby was ontslagen.